# Manuel Caldeira Cabral
Manuel de Herédia Caldeira Cabral (ur. 28 kwietnia 1968 w Lizbonie) – portugalski polityk, ekonomista i nauczyciel akademicki, profesor, poseł do Zgromadzenia Republiki, od 2015 do 2018 minister gospodarki.

## Życiorys
Uzyskał magisterium z ekonomii na Universidade Nova de Lisboa, doktoryzował się na University of Nottingham. Jako nauczyciel akademicki związany z Universidade do Minho, od 2004 na stanowisku profesora. Był doradcą ds. ekonomicznych ministra gospodarki (2009) oraz ministra finansów (2009–2011). Publikował w czasopiśmie ekonomicznym „Jornal de Negócios”.
W wyborach w 2015 z ramienia Partii Socjalistycznej uzyskał mandat deputowanego do Zgromadzenia Republiki XIII kadencji. W listopadzie tegoż roku objął urząd ministra gospodarki w rządzie Antónia Costy. Zakończył urzędowanie w październiku 2018.